# سونگا آفشور
سونگا آفشور (انگلیسی: Songa Offshore) شرکت حفاری قبرسی است، که در سال ۲۰۰۵ تأسیس شد.